# Гринел (Канзас)
Гринел (енгл. Grinnell) град је у америчкој савезној држави Канзас.

## Демографија
По попису из 2010. године број становника је 259, што је 70 (-21,3%) становника мање него 2000. године.
| Група             | 2000.       | 2010.       |
| Белци             | 326 (99,1%) | 258 (99,6%) |
| Афроамериканци    | 1 (0,3%)    | 0 (0,0%)    |
| Азијати           | 0 (0,0%)    | 0 (0,0%)    |
| Хиспаноамериканци | 2 (0,6%)    | 1 (0,4%)    |
| Укупно            | 329         | 259         |